# Studentkåren DISK
DISK är en studentkår för studenter vid Institutionen för data- och systemvetenskap (DSV), Campus Kista, vid Stockholms universitet.
Föreningen bildades 1990 då DSV flyttade från Stockholms universitets Campus Frescati till Kista, då som en undersektion till Stockholms universitets studentkår (SUS) men är sedan vårterminen 2008 en fristående studentkår. Idag har DISK cirka 1 000 medlemmar. Kåren driver ett kafé med studentvänliga priser och en studentpub (Foo Bar, hemmapub till kårens klubbmästeri), där studenter och anställda kan umgås under avslappnade former. Vidare finns en spelsektion, en sportsektion och en sektion riktad mot musik och spexande.
DISK har i februari varje år en arbetsmarknadsdag vid namn Systemvetardagen för studenter på DSV, men även studenter från andra lärosäten såsom Kungliga tekniska högskolan, Linköpings universitet och Uppsala universitet är inbjudna. Mässan hålls i Kista NOD, år 2013 hölls dock mässan i Kista Science Tower.
2014 satte kåren för första gången upp Kistaspexet.

## Namn
Namnet DISK var från början en förkortning för Data- och systemvetenskapliga institutionens studentkårförening, men sedan 2003 heter föreningen enbart DISK. Främsta anledningarna till namnbytet var dels att institutionens namn var felaktigt, dels att det långa och krångliga namnet alltför ofta uttalades eller stavades fel.

## Presidium[1]
| Verksamhetsår | Ordförande                      | Vice ordförande                |
| ------------- | ------------------------------- | ------------------------------ |
| 2025          | Anton Antmar                    | Yousef Al Tall/Emir Adar       |
| 2024          | Sara Nordström                  | Setareh Farkhani               |
| 2023          | Yrsa Linder/Karin Jäderberg     | Karin Jäderberg/Lowe Björklund |
| 2022          | Ronja Tägtström/Martin Berggren | Martin Berggren/Yrsa Linder    |
| 2021          | Sebastian Villarroel            | Ronja Tägtström                |
| 2020          | Emilia Kaufeldt                 | Linnea Eriksson                |
| 2019          | Fredrik Nyblom                  | Emilia Kaufeldt                |
| 2018          | Carolina Svantesson             | Philip Höög                    |
| 2017          | Alexander Kekkonen              | Sofia Ländin                   |
| 2016          | Marcus Hansson                  | Emma Sandgren                  |
| 2015          | Love Silwferplatz               | Gustav Lundin                  |
| 2014          | William Rudenmalm               | Jonna Hillblom                 |
| 2013          | Chalotte Wöhlecke               | Linnea Blom                    |
| 2012          | Anna Aroden                     | Alexander Wolf Hallsten        |
| 2011          | Anna Jenelius                   | Kerem Aktas                    |
| 2010          | Tobias Lernefalk                | Pia Backman                    |
| 2009          | Björn Strååt                    |                                |
| 2008          | Jonatan Danneman                |                                |
| 2007          | Helge Nyman                     |                                |
| 2006          | Elin Carlsson/Jonas Dahlgren    | Jonas Dahlgren/                |
| 2005          | Pär Johansson                   | Ludmila Ericsson               |
| 2004          | Emily Rosenqvist                | Martin Epel                    |
| 2003          | Lars Gunnarsson                 | Angelika Olsson                |
| 2002          | Lars Gunnarsson                 | Ylva Gustafsson                |
| 2001          | Magnus Joel                     | Camilla Lindström              |
| 2000          | Anna Kjellgren                  | Lovisa Söderlind               |
| 1999          | Liselott Kihlstedt              |                                |
| 1998          | Lisa Leffler-Peura              |                                |
| 1997          | Johanna Alm                     |                                |
| 1996          | Johanna Alm                     |                                |